# 土曜亭 特盛ぶんしょうDON!
『土曜亭特盛ぶんしょうDON!』（どようていとくもりぶんしょうドン）は、2012年10月6日から2016年9月17日まで山陰放送（BSSラジオ）で放送されていたラジオ番組。
2012年9月まで同局で放送されていた『土曜亭らじおDON!』の改題リニューアル版で、本番組も午前と午後の2部構成になっていた。前者を『あさDON』、後者を『ひるDON』と呼称していた点も前番組と同じであり、番組公式サイトのURLも前番組で使われていたものが流用されている。
このリニューアルでパーソナリティの総入れ替えが行われており、2006年4月まで『新鮮生放送 どど〜んと土曜日 新・鮮・組』のパーソナリティを務めていた板井文昭が再びこの時間帯を担当する形になった。
本番組も、特別番組の放送がある日には放送時間が縮小された。また、午後に夏の高校野球鳥取大会の中継がある日には、基本的に『あさDON』のみの放送で終了していた。試合が中止になっても特別番組の放送があるため、『ひるDON』は行われないままになることがあった。
BSSまつりが開催される日には、会場からの生放送を行っていた。

## 放送時間
いずれも日本標準時。間の時間帯には『山陰地区船舶気象通報』と『音楽の風車』が放送されていた。
- 土曜 9:00 - 10:59, 12:30 - 14:55（2012年10月6日 - 2015年3月28日）
- 土曜 9:00 - 11:00, 12:30 - 14:55（2015年4月4日 - 2016年9月17日） - 10:59から単独番組として放送されていた『山陰地区船舶気象通報』の枠を取り込んで1分拡大。

## 出演者

### パーソナリティ
- 板井文昭（BSSアナウンサー、2012年10月6日 - 2016年9月17日）
- 佐藤千恵（出演当時BSS契約アナウンサー[1]、2012年10月6日 - 2014年9月27日[2]）
- 北川佳歩（出演当時BSSパーソナリティ[3]、2014年10月4日 - 2016年9月17日）

### コーナー出演者
- 高木啓一（BSSアナウンサー） - 「ラジ郎リポート」担当[4]。『土曜亭らじおDON!』時代と同様に、別の人物が代理を務めることがあった。
- 盆子原浩二（スポーツキャスター） - 「Mr.KBのアメリカンスポーツ FromL.A」担当[5]。

## タイムテーブル
2013年度のデータを記載。

### あさDON
- 9:23 メモリアル百科
- 9:45 ニュース
- 10:00 おでかけ気象情報
- 10:38 ニュース
- 10:45 縁を求めて、出雲ご縁横丁門前便り

### ひるDON
- 12:45 デパートインフォメーション
- 13:00 山陰地区船舶気象通報
- 13:25 まわれ!!ドーナツ盤
- 13:55 ニュース＆天気予報